# Microregiunea Keszthely
Microregiunea Keszthely (în maghiară Keszthelyi kistérség) a fost o microregiune statistică (kistérség) din județul Zala, Ungaria.
Cu o populație de 34.894 locuitori și o suprafață de 349,32 km2, aceasta a existat până în 2014, când în Ungaria, microregiunile ”kistérségek” au fost înlocuite de districte (járások).